# Harpagophagus
Harpagophagus — вимерлий рід хижих ссавців з родини амфіціонових. Жив у Європі в олігоцені, від 33.9 до 28.4 Ma.